# 毒殺芬
毒殺芬（英語：Toxaphene）是屬於環境荷爾蒙的一種化合物，也是持久性有機污染物。聯合國環境署提出了十二種可能會對生態系或人體影響的物質，而毒殺芬也被列為其中的一種，其致癌性分類為2B。美國在1982年的時候，毒殺芬是為最大量使用的殺蟲劑，而在1990年的時候被禁止使用。
毒殺芬為顏色偏黃的蠟狀固體，而且它是含氯樟腦，作為一種有機氯的農藥。毒殺芬具有松節油的氣味，是由177種衍生物所混合的混合物，因為難溶於水，有可能是由蒸發而進入空氣中，所以在空氣或者土壤中較有可能出現，且在環境中被分解的速度非常慢。
毒殺芬只溶於四氯化碳、苯以及其他芳烴有機溶劑，如果與強氧化劑接觸時，會快速反應引起火災以及爆炸；溶化於二甲苯並加熱時，會分解釋放腐蝕性的物質，雖然毒殺芬可燃，但不易點燃。毒殺芬的分解性在火災時可能會產生刺激、腐蝕性如氯化氫、一氧化碳等有毒氣體，但毒殺芬不易揮發，溫度若高於155度時就會逐步分解。
劑量濃度過大的話，在某些情況下會有致命的可能，如果攝取或者是長時期的吸入，對肺部、神經系統、肝臟以及腎臟會造成很大的損傷。